# ガンデスベルゲン
ガンデスベルゲン (ドイツ語: Gandesbergen) は、ドイツ連邦共和国ニーダーザクセン州のニーンブルク/ヴェーザー郡に属す町村（以下、本項では便宜上「町」と記述する）で、ザムトゲマインデ・アイストルプを構成する自治体の一つである。

## 地理
ガンデスベルゲンはブレーメンとハノーファーとのほぼ中間に当たり、ヴィルデスハウザー・ゲースト自然公園とシュタインフーダー・メーア自然公園との間に位置する。この町は2011年まではアイストルプを本部所在地とするザムトゲマインデ・アイストルプに属す。このザムトゲマインデは2011年以降はザムトゲマインデ・グラーフシャフト・ホーヤと合併し、後者の名前を引き継ぐことが決まっている。元々の町の中心はヴェーザー川の背後地にあったが、第二次世界大戦後に鉄道ハノーファー - ブレーメン線沿線に新しい住宅地が設けられた。

## 行政

### 議会
この町の議会は7議席からなる。

### 首長
名誉職の町長は2021年11月11日からウルリヒ・ベックマン (Wählergemeinschaft) が務めている。

### アイストルプとの合併
2006年に財政難のため計画されたアイストルプとの合併案は町議会で否決され実現しなかった。

## 経済と社会資本

### 交通
この町はニーンブルク/ヴェーザーからフェルデン (アラー)に至る連邦道B215号線沿いに位置する。

## 引用
1. ↑  Landesamt für Statistik Niedersachsen, LSN-Online Regionaldatenbank, Tabelle A100001G: Fortschreibung des Bevölkerungsstandes, Stand 31. Dezember 2023